# Sylvano Bussotti
Sylvano Bussotti (ur. 1 października 1931 we Florencji, zm. 19 września 2021 w Mediolanie) – włoski kompozytor, malarz i reżyser.

## Życiorys
W latach 1940–1948 studiował w Conservatorio Luigi Cherubini we Florencji, gdzie uczył się teorii u Roberto Lupiego i gry na fortepianie u Luigiego Dallapiccoli. Później samodzielnie pogłębiał edukację muzyczną. Od 1957 do 1958 roku przebywał w Paryżu, gdzie uczył się prywatnie u Maxa Deutscha. W 1958 roku uczestniczył w Międzynarodowych Letnich Kursach Nowej Muzyki w Darmstadcie, gdzie poznał Johna Cage’a i Pierre’a Bouleza. Otrzymał nagrodę na festiwalu Międzynarodowego Towarzystwa Muzyki Współczesnej w 1961, 1963 i 1965 roku. W latach 1963–1964 na zaproszenie Fundacji Rockefellera gościł w Stanach Zjednoczonych. W 1967 roku nagrodzony Premio all’Amelia na Biennale w Wenecji. Wykładał w konserwatorium w Mediolanie. Był dyrektorem weneckiego Teatro La Fenice.
Był komandorem francuskiego Orderu Sztuki i Literatury.
Poza muzyką zajmował się także malarstwem, jego grafiki i obrazy były prezentowane na wystawach w różnych krajach. Aktywny był również jako reżyser teatralny, występował jako aktor i recytator, projektował scenografię i kostiumy. Zrealizował autobiograficzny film Apology.

## Twórczość
W muzyce Bussottiego widoczne są wpływy twórczości Antona Weberna i techniki serializmu, a później także Johna Cage’a. W swoich partyturach często stosował zapis graficzny o silnie zautonomizowanej strukturze, doprowadzając do dużej nieokreśloności formy i zdarzeń dźwiękowych, często jedynie symbolicznie sugerowanych. W późniejszym okresie wrócił do tradycyjnej notacji muzycznej, nie rezygnując jednak z różnych niekonwencjonalnych rozwiązań. Sztuki sceniczne Bussotiego stanowią mieszankę różnorodnych stylów i elementów, utrzymane są w klimacie nasyconym erotyką i mglistą, surrealistyczną symboliką. Autor sformułował koncepcję teatru totalnego, którego główną postacią jest on sam: jako twórca, realizator i zakamuflowany bohater.
Ze względu na swoje przeładowane erotyką i symboliką seksualną dzieła sceniczne Bussotti uważany był za twórcę kontrowersyjnego. W 1991 roku został zwolniony z posady dyrektora weneckiego Biennale, po tym jak zrealizował szereg skandalizujących przedstawień; w jednym z nich na scenie wystąpiła prostytutka.

## Kompozycje
(na podstawie materiałów źródłowych)
|  | - Breve na fale Martenota, 1958 - Five Piano Pieces for David Tudor, 1959 - Sette fogli, 1961 - I Couple na flet i fortepian - II Coeur na perkusję - III Per tre na fortepian - IV Lettura di Braibanti na głos solo - V Mobile-stabile na głos, fortepian i gitary - VI Manifesto per Kalinowski na orkiestrę - VII Pour clavier - Mit einem gewissen sprechenden Ausdruck na orkiestrę kameralną, 1963 - Marbe pour cordes (1967) - Bergkristall (1973) - Timpani (1985) - Il poemetto (1987) | - Lorenzaccio, opera według Alfreda de Musseta, 1972 - Nottetempo, opera, 1976 - Cristallo di Rocca, balet, 1983 - La Musa, balet, 1984 - Due voci na sopran, fale Martenota i orkiestrę, 1956 - Memoria na głosy solowe, chór i orkiestrę, 1962 - La Passion selon Sade, misterium kameralne, 1965 - Cinque frammenti all’Italia na głosy, 1967 - The Rara Requiem na 7 głosów i 15 instrumentów, 1969 - Ultima rara na głos i gitarę, 1970 - Suite de Lorenzaccio na sopran i orkiestrę, 1972 - Syrosadunsettimino na 12 głosów i 8 instrumentów, 1973 - Poesia di De Pisis na sopran i orkiestrę, 1975 |